# Ханна Руебен
Ханна Амучечі Руебен (англ. Hannah Amuchechi Rueben; нар. 14 лютого 1994, Угеллі, штат Дельта) — нігерійська борчиня вільного стилю, дворазова чемпіонка та чотириразова срібна призерка чемпіонатів Африки, чемпіонка та срібна призерка Африканських ігор, срібна та бронзова призерка Ігор Співдружності, учасниця Олімпійських ігор.

## Життєпис
У 2016 році на олімпійському кваліфікаційному турнірі в Алжирі посіла перше місце, здобувши ліцензію на літні Олімпійські ігри в Ріо-де-Жанейро. На Олімпіаді Руебен у першій же сутичці зазнала поразки з рахунком 1:11 від представниці Канади Дороті Їтс. Оскільки канадська спортсменка не пройшла до фіналу, Ханна Руебен не змогла взяти учать у втішних сутичках за бронзову нагороду, посівши у підсумку чотирнадцяте місце.
Виступає за спортивний клуб армії Нігерії.

## Спортивні результати на міжнародних змаганнях

### Виступи на Олімпіадах
| Змагання                    | Збірна  | Вагова категорія          | Місце |
| --------------------------- | ------- | ------------------------- | ----- |
| Літні Олімпійські ігри 2016 | Нігерія | жіноча боротьба, до 69 кг | 14    |

### Виступи на Чемпіонатах світу
| Змагання                        | Збірна  | Вагова категорія          | Місце |
| ------------------------------- | ------- | ------------------------- | ----- |
| Чемпіонат світу з боротьби 2023 | Нігерія | жіноча боротьба, до 76 кг | 12    |

### Виступи на Чемпіонатах Африки
| Змагання                         | Збірна  | Вагова категорія          | Місце  |
| -------------------------------- | ------- | ------------------------- | ------ |
| Чемпіонат Африки з боротьби 2015 | Нігерія | жіноча боротьба, до 69 кг | 5      |
| Чемпіонат Африки з боротьби 2018 | Нігерія | жіноча боротьба, до 65 кг | Золото |
| Чемпіонат Африки з боротьби 2019 | Нігерія | жіноча боротьба, до 72 кг | Срібло |
| Чемпіонат Африки з боротьби 2020 | Нігерія | жіноча боротьба, до 65 кг | Золото |
| Чемпіонат Африки з боротьби 2022 | Нігерія | жіноча боротьба, до 76 кг | Срібло |
| Чемпіонат Африки з боротьби 2023 | Нігерія | жіноча боротьба, до 76 кг | Срібло |
| Чемпіонат Африки з боротьби 2024 | Нігерія | жіноча боротьба, до 76 кг | Срібло |

### Виступи на Африканських іграх
| Змагання              | Збірна  | Вагова категорія          | Місце  |
| --------------------- | ------- | ------------------------- | ------ |
| Африканські ігри 2015 | Нігерія | жіноча боротьба, до 69 кг | Срібло |
| Африканські ігри 2023 | Нігерія | жіноча боротьба, до 76 кг | Золото |

### Виступи на Іграх Співдружності
| Змагання                | Збірна  | Вагова категорія          | Місце  |
| ----------------------- | ------- | ------------------------- | ------ |
| Ігри Співдружності 2014 | Нігерія | жіноча боротьба, до 69 кг | Бронза |
| Ігри Співдружності 2022 | Нігерія | жіноча боротьба, до 76 кг | Срібло |

### Виступи на інших змаганнях
| Змагання                                                          | Збірна  | Вагова категорія          | Місце  |
| ----------------------------------------------------------------- | ------- | ------------------------- | ------ |
| Олімпійський кваліфікаційний турнір з боротьби 2016 (Алжир)       | Нігерія | жіноча боротьба, до 69 кг | Золото |
| Всесвітні ігри військовослужбовців 2019                           | Нігерія | жіноча боротьба, до 68 кг | 11     |
| Олімпійський кваліфікаційний турнір з боротьби 2024 (Александрія) | Нігерія | жіноча боротьба, до 76 кг | Золото |